# Euproctis discinata
Euproctis discinata är en fjärilsart som beskrevs av Moore 1877. Euproctis discinata ingår i släktet Euproctis och familjen tofsspinnare. Inga underarter finns listade i Catalogue of Life.